# Les Canons de Batasi
Pour plus de détails, voir Fiche technique et Distribution.
Les Canons de Batasi (titre original : Guns at Batasi) est un film britannique réalisé par John Guillermin, sorti en 1964 avec Richard Attenborough.
L'intrigue est située dans un poste militaire d'une ancienne colonie britannique en Afrique.

## Synopsis
Un groupe de sergents britanniques servent d'instructeurs à l'armée d'un pays africain, dans une ancienne colonie ayant récemment pris son indépendance (le pays n'est pas nommé mais fait penser au Kenya). Le groupe est dirigé par un sergent major très attaché au règlement. Pris entre deux feux dans un coup d'état, les hommes vont s'opposer au gré de leurs caractères : faut-il protéger un capitaine blessé ou le livrer aux forces rebelles ? Comment protéger une femme contre les éventuelles menaces ? Finalement, la discipline l'emporte : les sergents réagissent contre la menace.

## Fiche technique
- Basé sur un roman de 1962 The Siege of Battersea de Robert Holles, le film a été réalisé par John Guillermin et tourné aux Pinewood Studios.
- Production : George H. Brown
- Direction artistique : Maurice Carter
- Pays :  Royaume-Uni
- Musique : John Addison | orchestre Sinfonia of London
- Date de sortie : 
  - Royaume-Uni : septembre 1964
  - USA : 16 novembre 1964

## Distribution
- Richard Attenborough : Sergent Major Lauderdale
- Jack Hawkins : Colonel Deal
- Flora Robson : Miss Barker-Wise MP
- John Leyton : soldat Wilkes
- Mia Farrow : Karen Eriksson
- Cecil Parker : Fletcher
- Errol John : Lieutenant Boniface
- Graham Stark : Sergent 'Dodger' Brown
- Earl Cameron : Capitaine Abraham
- Percy Herbert : Sergent Ben Parkin
- David Lodge : Sergent 'Muscles' Dunn
- Bernard Horsfall : Sergent 'Schoolie' Prideaux
- John Meillon : Sergent 'Aussie' Drake
- Patrick Holt : Capitaine
- Alan Browning : Adjudant
- Richard Bidlake : Lieutenant
- Horace James : Caporal Abou
- Joseph Layode : Archibong Shaw
- Ric Hutton : Russell

## À noter
- Bien que supposé se dérouler en Afrique, le film a été tourné entièrement aux Pinewood Studios (en même temps que Goldfinger). Les scènes nocturnes extérieures ont été filmées en studio.
- Britt Ekland devait jouer Karen Eriksson. Mais peu après le début du film, elle se déplaça à Los Angeles : elle s'était récemment mariée avec Peter Sellers qui aurait peut-être craint une amourette avec John Leyton ; son rôle fut donc assuré par Mia Farrow.
- La voix de Jack Hawkins est déjà marquée par les symptômes du cancer qui allait bientôt l'obliger à une opération des cordes vocales.

## Récompenses et distinctions
- Richard Attenborough a reçu le British Academy Film Award du meilleur acteur pour son rôle comme sergent major.